# 霍利奧克 (明尼蘇達州)
霍利奧克（英語：Holyoke）是位於美國明尼蘇達州卡爾頓縣霍利奧克鎮區的一個非建制地區。

## 地理
霍利奧克所處的海拔為高於海平面315米（即1033英呎），而該地所採用的時區為UTC-6，即北美中部時區（CST）。同時該地設有夏令時間，為UTC-6調快一小時，即UTC-5（CDT）。